# 波利尼 (奥布省)
波利尼（法語：Poligny，法語發音：[pɔliɲi] ⓘ）是法国奥布省的一个市镇，位于该省西北部，属于特鲁瓦区。

## 地理
波利尼（48°10'28"N, 4°20'25"E）面积1.59 平方千米，位于法国大東部大區奥布省，该省份为法国中北部省份，北起马恩省，西接塞纳-马恩省，西南至约讷省，东南至科多尔省，东临上马恩省。
与波利尼接壤的市镇（或旧市镇、城区）包括：绍富尔莱巴伊、马罗勒莱巴伊。

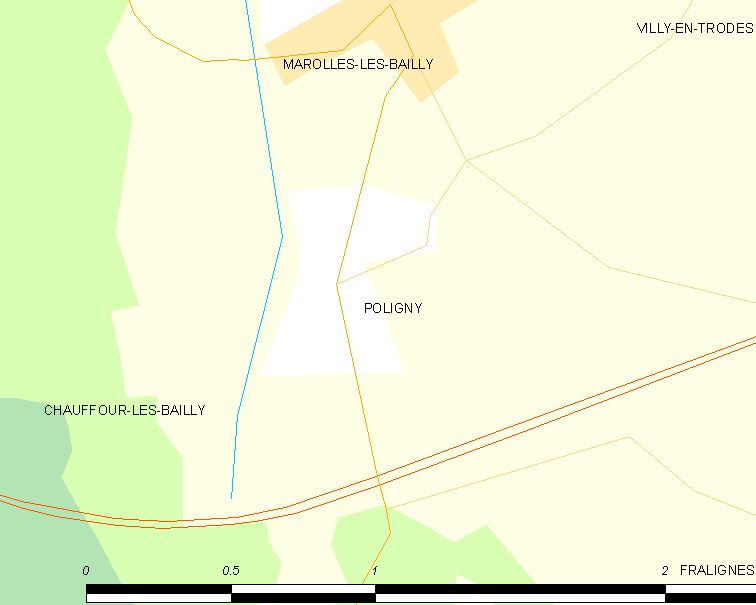
的OSM定位图

波利尼的时区为UTC+01:00、UTC+02:00（夏令时）。

## 行政
波利尼的邮政编码为10110，INSEE市镇编码为10294。

## 政治
波利尼所属的省级选区为塞纳河畔巴尔县。

## 人口

1962-2008年间人口变化图示

波利尼于2022年1月1日时的人口数量为58人。